# مملكة سنغابورا

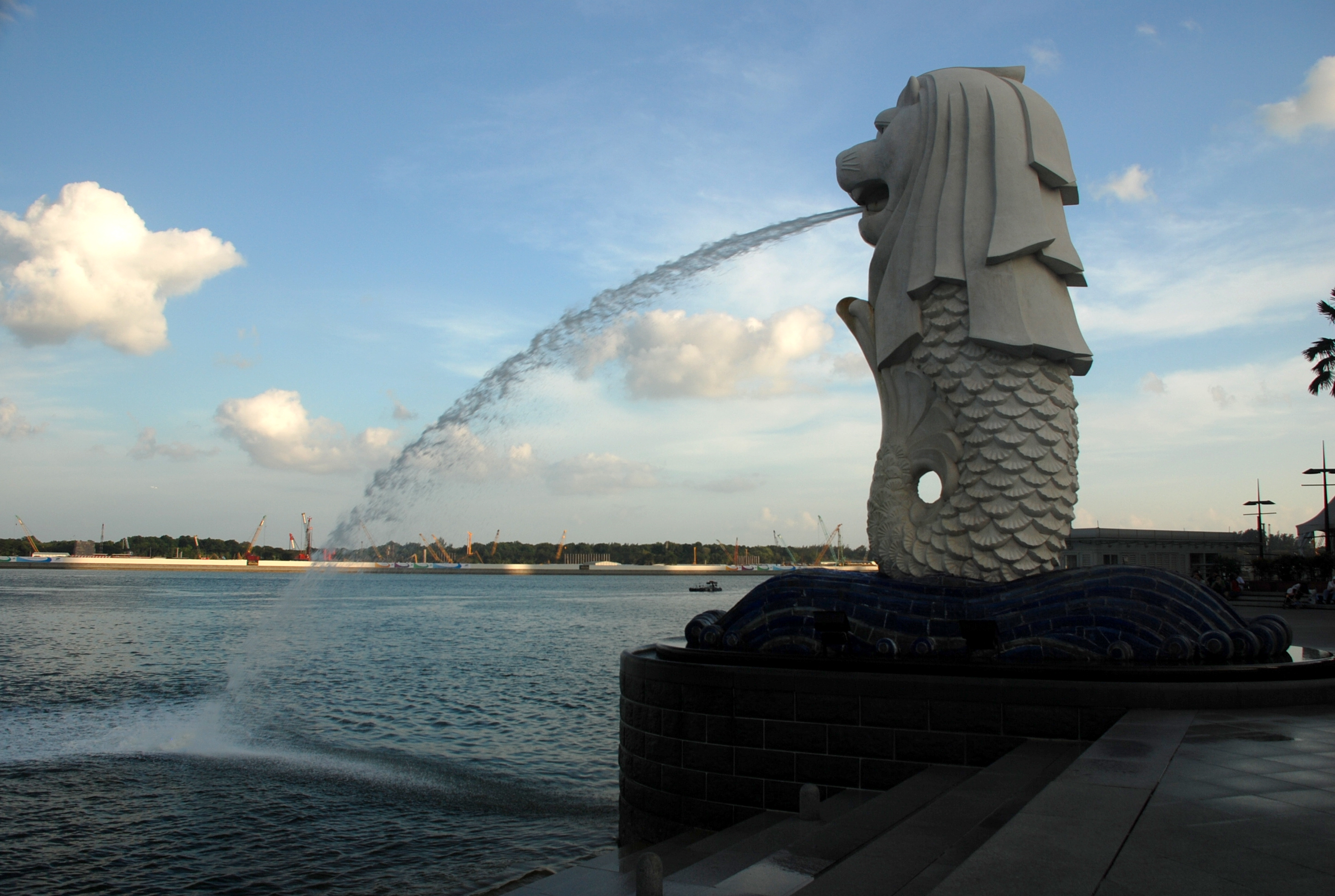
مجسم في حديقة ميرليون في سنغابورا

مملكة سنغابورا مملكة ملايوية تاريخية يُعتقد أنها تأسست على الجزيرة الرئيسية لسنغافورة (التي كانت تُعرف آنذاك باسم بولاو أوجونغ أو تيماسيك) من عام 1299 إلى عام 1398. تقول وجهة النظرة التقليدية إن العام 1299 تقريبًا هو العام الذي تأسست فيه المملكة على يد سانغ نيلا أوتاما (المعروف أيضًا باسم سري تري بوانا) الذي كان والده سانغ سابوربا -وفقًا للأسطورة- السلف الأكبر المشترك لمعظم الممالك الملايوية في عالم ملايو. إن تاريخية هذه المملكة استنادًا إلى الرواية الواردة في السجلات التاريخية لملايو ما تزال موضوعًا للنقاشات الأكاديمية، ويعتبر العديد من المؤرخين حاكمها الأخير بارامسوارا (أو سري إسكندر شاه) الشخصية الوحيدة الموثقة تاريخيًا. ومع ذلك، أثبتت الأدلة الأثرية من تل فورت كانينغ وضفاف نهر سنغافورة المجاورة وجود مستوطنة مزدهرة وميناء تجاري في القرن الرابع عشر.
تطورت المستوطنة في القرن الثالث عشر أو الرابع عشر وارتقت من موقع تجاري صغير لإمبراطورية سريفيجايا إلى مركز للتجارة الدولية في أرخبيل الملايو والهند وسلالة يوان الحاكمة. ومع ذلك طالبت بها قوتان إقليميتان في ذلك الوقت هما أيوثايا من الشمال وماجاباهيت من الجنوب. تعرضت عاصمة المملكة المحصنة نتيجة لذلك لغزوين خارجيين كبيرين على الأقل ثم نهبتها أخيرًا ماجاباهيت في عام 1398 وفقًا لسجلات الملايو التاريخية، أو المملكة السيامية وفقًا للمصادر البرتغالية. فر آخر ملوكها، بارامسوارا أو إسكندر شاه، إلى الساحل الغربي لشبه جزيرة ملايو لتأسيس سلطنة ملقا في عام 1400.

## أصل التسمية
يُشتق الاسم سنغابورا من السنسكريتية ويعني «مدينة الأسد». أتت سنغا من الكلمة السنسكريتية سيمها التي تعني «الأسد»، وتعني بورا «مدينة» في السنسكريتية. وفقًا لسجلات الملايو التاريخية، كان سري تري بوانا ورجاله يستكشفون تانجونغ بيمبان في أثناء وجودهم في بنتان عندما اكتشف جزيرة بشاطئ رملي أبيض من مكان عالٍ. عند معرفتهم أن الجزيرة كانت تسمى تيماسيك، أبحروا إلى الجزيرة، لكنهم واجهوا عاصفة شديدة في طريقهم إليها. بعد أن وصلوا بأمان إلى الجزيرة، انطلقوا لصيد الحيوانات البرية. رأى فجأة حيوانًا غريبًا بجسم أحمر ورأس أسود وصدر أبيض. كان حيوانًا حسن المظهر وتحرك بسرعة خاطفة مختفيًا في الغابة. سأل كبيرَ وزرائه، ديمانغ ليبار دون، عن هذا الحيوان، فقيل له إنه ربما كان أسدًا آسيويًا. ثم قرر البقاء في تيماسيك، وسمّى المدينة التي أسسها سنغابورا أو «مدينة الأسد».
يعتقد بعض الباحثين أن شخصية سري تري بوانا وقصة تأسيسه خيالية، وقُدِّم عدد عدد من الاقتراحات البديلة لأصل اسم سنغابورا. اقتُرح مثلًا أن بارامسوارا تبنى اسم سنغابورا في إشارة إلى أنه كان يعيد تأسيس عرش الأسد في تيماسيك، بعد أن أسسه في الأصل في فلمبان متحديًا إمبراطورية ماجاباهيت الجاوية. في هذه الرواية للأحداث، اغتال بارامسوارا الحاكم المحلي لتيماسيك واغتصب العرش، وغيّر اسم تيماسيك لتعزيز شرعية مطالبته بالجزيرة. ربط آخرون الاسم بمملكة سينغاساري الجاوية بالإضافة إلى طائفة بوذية من ماجاباهيت كان يُشار إلى أتباعها على أنهم أسود. على الرغم من الاعتقاد أن اسم سنغابورا حل محل تيماسيك في وقت ما في القرن الرابع عشر، لا يمكن تحديد أصل الاسم على وجه اليقين.

## تأريخ المملكة
تضم سجلات الملايو التاريخية الرواية الشاملة والوحيدة لتاريخ سنغابورا في هذه الحقبة، إذ كُتبت وجُمعت خلال فترة ازدهار ملقا وأعيد تجميعها في عام 1612 من قبل بلاط خلفائها في سلطنة جوهر. وهي الأساس في روايات تأسيسها وخلافة حكامها وانحطاطها. ولعدم ذكر تاريخ محدد في سجلات الملايو، احتُسب التسلسل الزمني لتاريخ مملكة سنغابورا كما ورد في سجلات الملايو من تاريخ وفاة بارامسوارا الذي ذُكر في سجلات سلالة مينغ. مع أن جوانب مختلفة مما ورد عن سلطنتي ملقا وجوهر في سجلات الملايو دقيقة نسبيًا، لا يمكن قول الشيء نفسه على مملكة سنغابورا لعدم توفر أدلة كافية تدعم جزءًا كبيرًا من رواياتها. وعلى هذا يشكّك المؤرخون عمومًا في تاريخ المملكة كما يوصف في سجلات الملايو شبه التاريخية، ومع ذلك يعتبر البعض أن سنغابورا كانت نظام حكم مهمًا في الفترة بين سقوط سريفيجايا وصعود ملقا. جادل البعض أيضًا بأن مؤلف سجلات الملايو -التي هدفت إلى إضفاء الشرعية على ادعاء النسب إلى العائلة الحاكمة في سريفيجايا- اختلق ملوك سنغابورا الخمسة للتستر على فترة مخزية من تاريخها. ومع ذلك، يمكن اعتبار إسكندر شاه/ بارامسوارا الذي كان آخر حكام سنغابورا ومؤسس سلطنة ملقا شخصيةً واقعية.
ذُكرت بإيجاز بعض الأحداث التي وقعت في سنغابورا خلال سنواتها الأخيرة في المصادر البرتغالية، كالمصادر التي دوّنها تومي بيريس وبراس دي ألبوكيرك (الذي نشر الرسائل التي كتبها والده أفونسو دي ألبوكيرك) وجودينهو دي إيريديا وجواو دي باروس. على سبيل المثال، يذكر كتاب سوما أورينتال -الذي كُتب بعد فترة وجيزة من الغزو البرتغالي لمدينة ملقا- سنغابورا بإيجاز فيما يتعلق بتأسيس ملقا. وتحتوي كل من سجلات الملايو وسوما أورينتال على قصص مماثلة عن أمير سريفيجاياني هارب وصل إلى سنغابورا وادعى ملكيتها، وعن الملك الأخير لسنغابورا الذي فر إلى الساحل الغربي لشبه جزيرة ملايو لتأسيس ملقا. ومع ذلك، تختلف الروايتان بشكل ملحوظ، إذ يعرّف سوما أورينتال الأمير الهارب وآخر ملوك سنغابورا باسم بارامسوارا. في حين تعرّف سجلات ملايو الأمير الهارب والملك الأخير كشخصين مختلفين تمامًا -سانغ نيلا أوتاما وإسكندر شاه على التوالي- تفصل بينهما خمسة أجيال. ويذكر سوما أورينتال أن الأمير السريفيجاياني الهارب اغتال الحاكم المحلي «تيماجي» أو «سانغ آجي» واغتصب عرش سنغابورا في وقت ما في تسعينيات القرن الرابع عشر، ثم حكم بارامسوارا سنغابورا مدة خمس سنوات بمساعدة قبائل أورانغ لاوت أو السيلاتس.
ذكرت المصادر البرتغالية أيضًا أن إسكندر شاه هو ابن بارامسوارا، وذكرت مصادر سلالة مينغ الصينية أن إسكندر شاه هو الحاكم الثاني لملقا. يعتقد العديد من الباحثين المعاصرين أن بارامسوارا وإسكندر شاه هما ذات الشخص، ويعزو بعض الباحثين سبب الاعتقاد بأنهما شخصان مختلفان إلى تغيير الاسم من بارامسوارا إلى إسكندر شاه بعد اعتناقه الإسلام. ومع أن هناك آراء مختلفة، يتفق كثيرون الآن أن ميجات إسكندر شاه هو ابن بارامسوارا.